# Vestlandet
Vestlandet is een regio van Noorwegen, langs de Atlantische kust in het westen van Noorwegen. Ze bestaat uit de provincies:
- Rogaland
- Møre og Romsdal
- Vestland

Er wonen ruim 1,3 miljoen mensen. De grootste stad is Bergen, de op een na grootste is Stavanger. Tot 1902 werden ook Agder tot Vestlandet gerekend. Sinds dat jaar vormen de Agder Sørlandet.

## Externe links

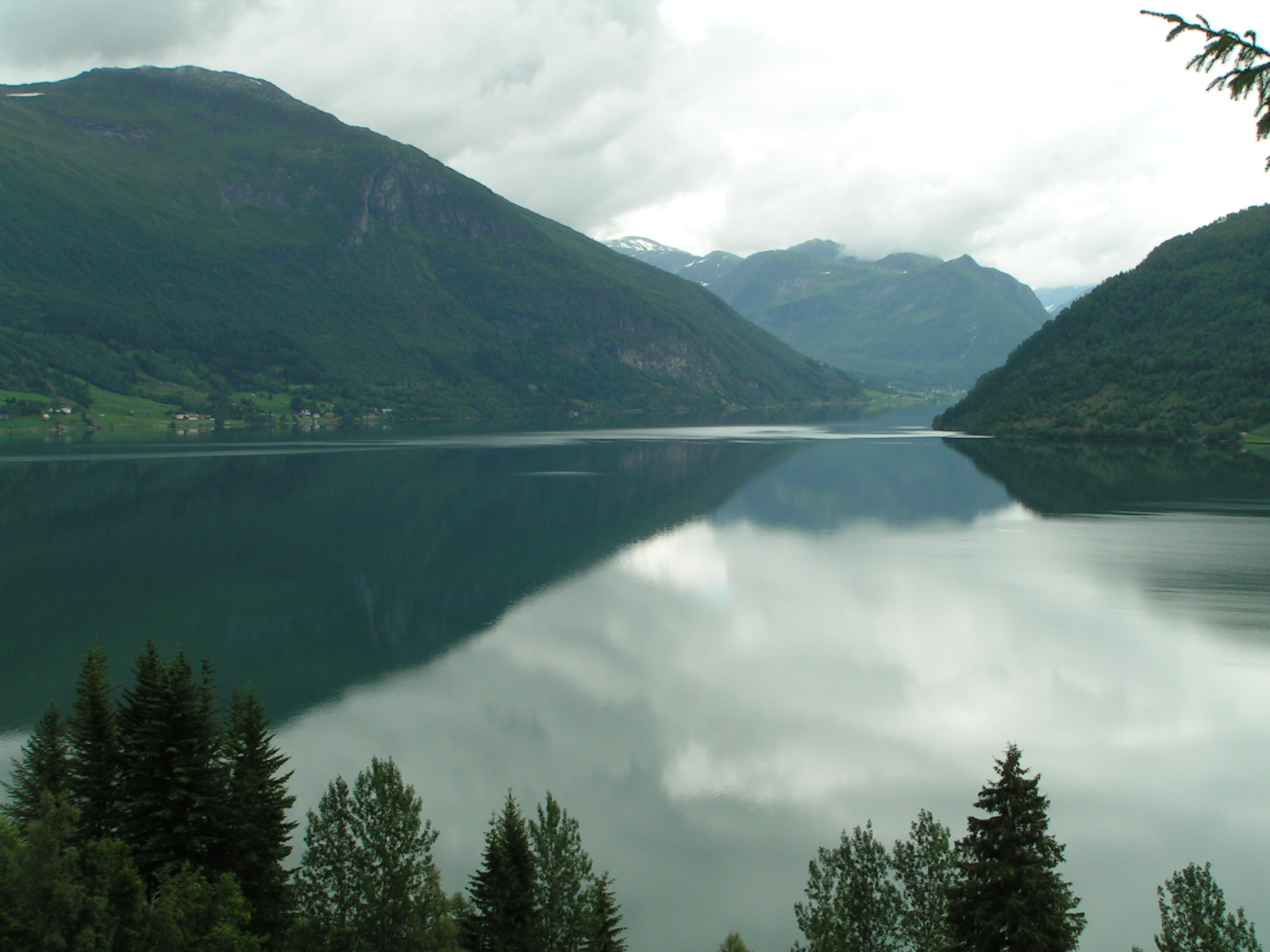
Meer Haukedalsvatnet